# Chapelle Notre-Dame auxiliatrice du Quesnel
La chapelle Notre-Dame auxiliatrice du Quesnel est située sur le territoire de la commune du Quesnel dans le  département de la Somme, en région Hauts-de-France.

## Historique
La chapelle, dénommée à l'époque Notre-Dame des Champs fut construite à partir de 1811 pour abriter la statue de Notre-Dame auxiliatrice datant du XIVe siècle et ramenée de Paris dans la commune par l'abbé Engramer à la fin du XVIIIe siècle. La construction de l'édifice fut possible grâce à la générosité de la famille Blin de Bourdon, châtelaine du Quesnel. La chapelle fut bénie le 2 juillet 1822. Il était attribué à la statue de la Vierge des vertus guérisseuses.
La chapelle fut agrandie et la façade fut surmontée d'un clocheton en 1888. L'évêque d'Amiens Mgr Jacquemet bénit à nouveau l'édifice le 11 mai 1891.

## Caractéristiques
La chapelle construite en brique se caractérise par une nef de style néo-gothique. La façade surmontée d'un clocheton est encadrée de deux tourelles.
L'intérieur fut décoré de peintures murales en 1903, les fenêtres sont garnies de vitraux, réalisés par l'Ateliers Lorin en 1890, représentant :
- l'arrivée de la statue Notre-Dame auxiliatrice au Quesnel[6] ;
- la bénédiction de la chapelle qui abrite la statue ;
- le Pape Pie VII instituant la fête de N.D. auxiliatrice ;
- Don Bosco propageant la dévotion à N.D auxiliatrice ;
- la vision du pape Pie V de la bataille de Lépante[7] ;
- la Sainte Vierge remet le rosaire à Saint Dominique[3].

Les six verrières sont protégées en tant que monuments historiques : inscription par arrêté du 29 juillet 1983, au titre d'objet.